# 通潤用水

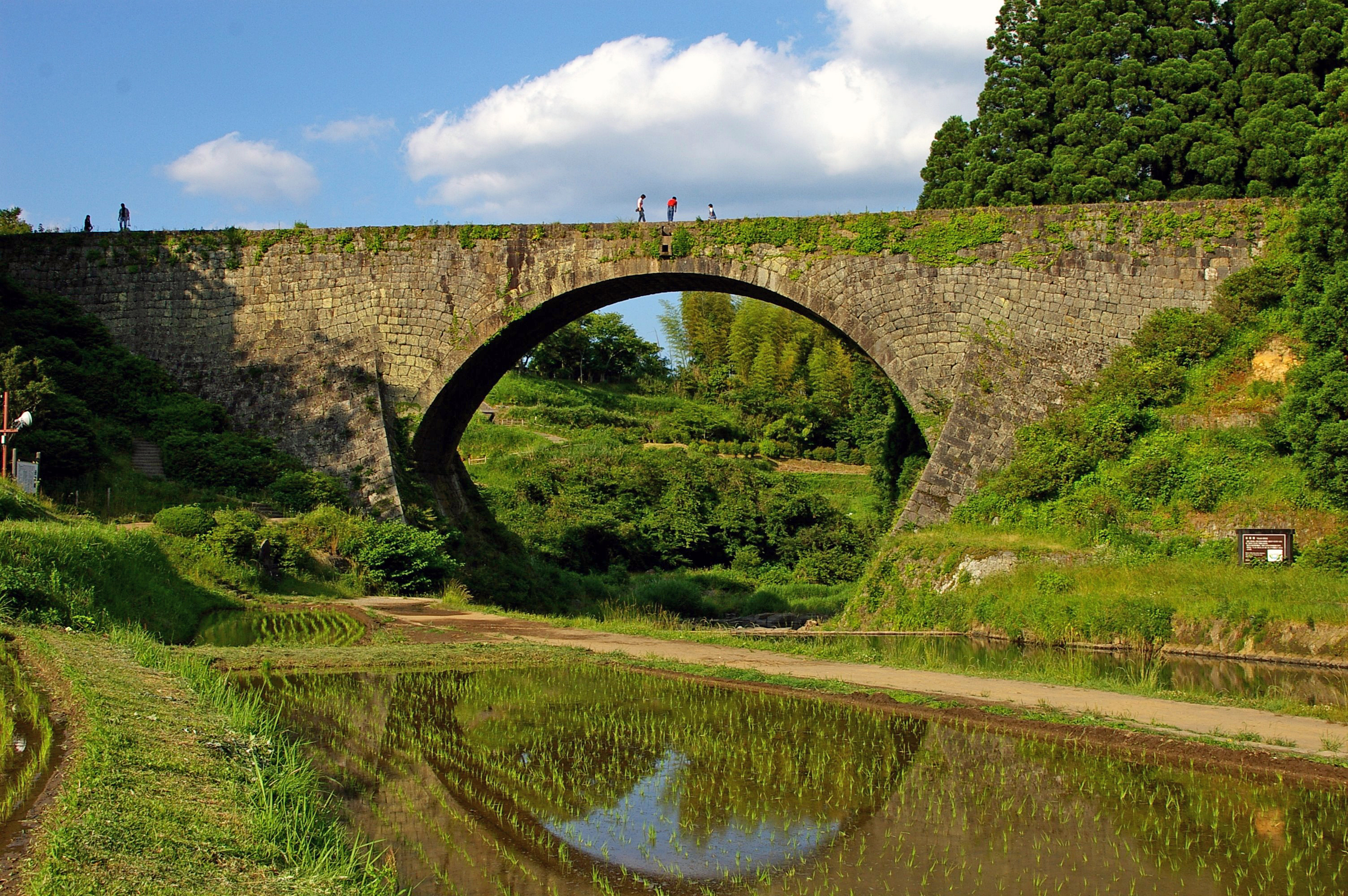
通潤橋（通潤用水）

通潤用水（つうじゅんようすい）は、熊本県上益城郡山都町にある用水路の一つ。

## 解説
南阿蘇の外輪山に端を発する笹原川と五老ヶ滝川から取水を行うもので、江戸時代に建設され、現在も主に農業用水として利用されている。この用水路に築かれた水道橋として、通潤橋（国の国宝に指定）が知られている。
笹原川からの取水は「上井手（うわいで、かみいで）」、五老ヶ滝川から取水するものは「下井手（したいで）」と呼び、この二本の幹線水路のほかに無数の「分水（ぶんすい）」と呼ぶ支線水路が張り巡らされている。通潤橋は上井手に架かっている。
昔は、生活用水としての機能もあったが、水道の普及により、（水道水としては）使われなくなった。
2014年（平成26年）、その歴史的背景が評価され国際かんがい排水委員会によるかんがい施設遺産に登録された。

## 特徴
- 二本の幹線水路（リスクヘッジと水のリサイクルを兼ねる）
- 起伏のある山間部を縫って通した用水のため、「貫（ぬき）」「導水坑」等とも呼ばれるトンネル部分が多い

## 歴史
江戸時代、細川藩では手永（てなが）という行政組織によって地方を治め、当地には矢部手永（やべてなが）という名で「会所（かいしょ）」と呼ぶ役所が浜町市街に作られていた。
会所の最高責任者は惣庄屋（そうじょうや）と呼ばれ、世襲のほか、才能を見込まれた者が就任した。後に通潤橋及び通潤用水の成功によって神格化された布田保之助も、代々、惣庄屋を務めた家系の一人であった。

## 水需要の拡大と環境への影響
通潤用水の灌漑地は、当初の計画に比べると、際限なく無造作に大幅な新田開発を行ってきている。水路や堰堤はコンクリートや鉛管により近代化され、漏水がすくなくなり、水流も早まったため、水の供給量が増大。稲作の近代化や梅雨時期前の田植えなどもあわさり、さらに下流部に水力発電用ため池が作られるなど、複合的効果により、更に使用水量が急増していった。この結果、春先の渇水時には取水河川の水量が急減。下流にある名勝・滝の姿が変わり、水質が悪化するなど環境破壊が起きている。

## 水争い
これらの要因のため、水が慢性的に足りなくなり、明治後期から昭和にかけて上流地区の集落・井手組合と激しい水利権争いを起こした。水争いの問題解消のため出来たのが笹原にある「円形分水」である。通潤用水は、歴史的にみると矢部手永の威光で水を得たものである。やがて矢部手永の最高責任者であった布田が神格化され、布田神社が建立された。今日、トイレなどが整備され見学施設となっている。

## 沿革
江戸時代、米は重要な産物で、貨幣と同じ機能を備えていた。当寺、東北地方を中心に度々飢饉が起き、米不足から米価が値上がりした。参勤交代など幕府の政策により藩の財政は苦しくなりつつあったが、皮肉なことに、飢饉による米不足→米価の高騰によって、西国の諸藩の財政は幾分か好転した。
農業も農機具や栽培方法に変革が起きつつあった時代であり、米の増産意欲はますます高まっていた。
畑地として既に開けていた山あいの水の乏しい台地に大量の水を通すことが出来れば、これらの多くが水田に変わり、貧しかった農家の生活を一変させることが出来る。灌漑による新田開発は、大きな富を得ることが出来る可能性があった。